# Cryosophila nana
Espèce
Statut de conservation UICN

 NT  : Quasi menacé
Cryosophila nana est une espèce de palmiers (Arecaceae). C'est une espèce endémique de la côte pacifique du Mexique méridional, entre 200 et 1000 m d'altitude.

## Dénomination
Au Mexique ce palmier est appelé escoba, palo de escoba (respectivement balai et manche à balai en espagnol) et «zoyamiche».